# 南极界
90°00′S 0°00′W / 90.000°S -0.000°E

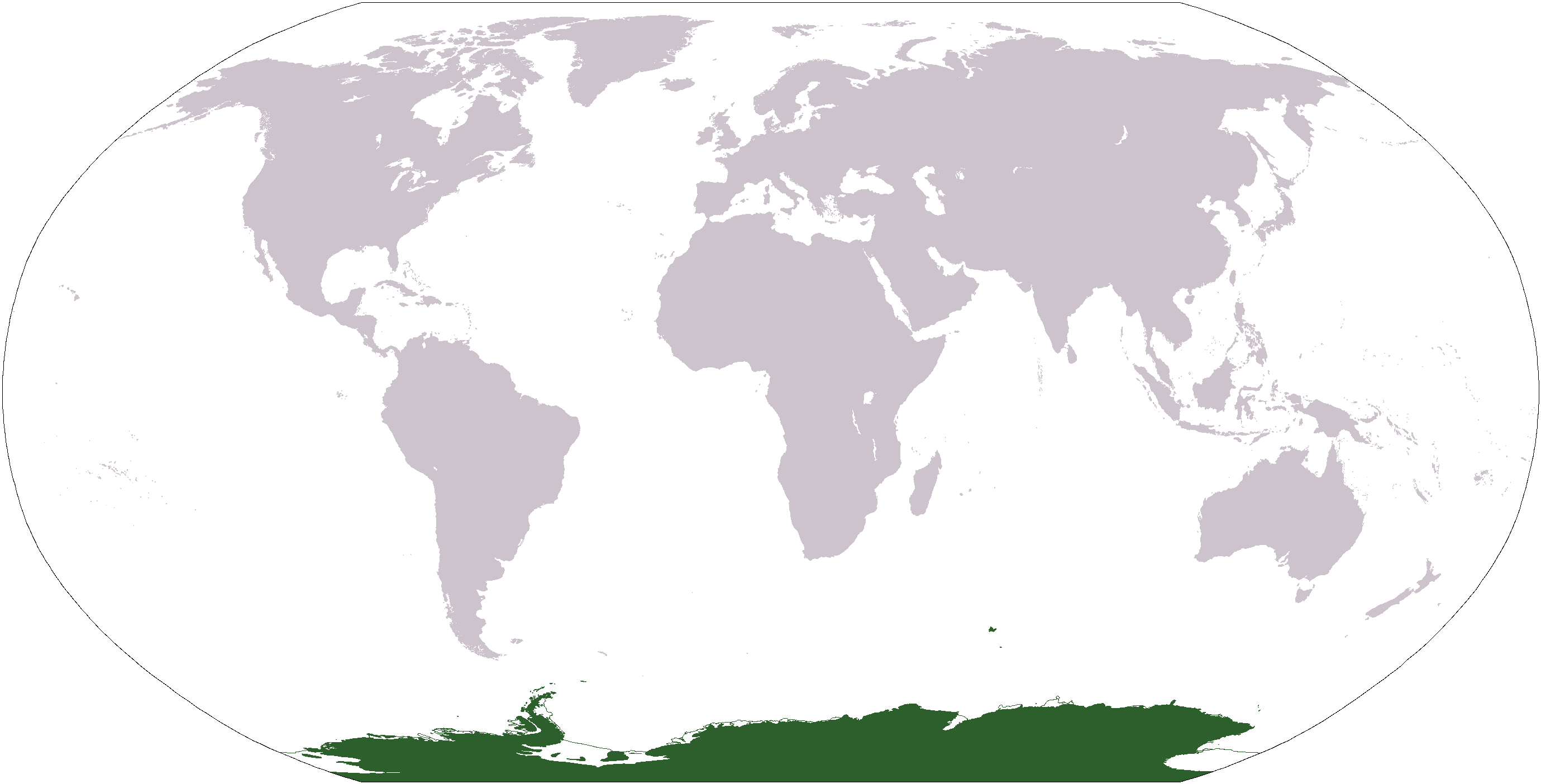
南極界

南極界

南極界是面積最小的動物地理分區，只有三百萬平方公里。它包括了南極洲以及附近海洋。企鵝是當地著名的生物。

## 分佈
除南極洲外，附近的一些島嶼也屬於南極界，其中包括：南喬治亞和南桑威奇羣島、南奧克尼羣島、南設得蘭羣島、布韋島、克羅澤羣島、愛德華王子羣島、赫德島和麥克唐納羣島與凱爾蓋朗羣島。與南極洲相比，這些島嶼的氣候較為溫和，所以擁有更多苔原植物；但是由於多風且溫度較低，樹木依然無法在這些島嶼生存。

## 動植物
南極洲氣候寒冷，維管束植物只有南極髮草和南極漆姑草和外來種早熟禾三種（分佈在南極半島的西部和北部）。南极洲植物群主要由地衣和苔蘚構成：南極洲擁有三四百種地衣，約100種蘚類植物，25種地錢。 在南極洲海岸附近的岩石和土壤上還生存著約700種藻類植物。除企鵝外，南極洲還擁有多種動物，包括海豹和鲸类等。
南極磷蝦是南冰洋生態系統的關鍵種，因為南極磷蝦是很多物種的食物來源（如鯨、海豹、企鵝、魷魚等）。
2014年8月20日，科學家在南極洲的冰層以下800（2,600英尺）處發現了生命。 

## 歷史
在過去，南極洲是岡瓦那大陸的一部分。當時南極洲的溫度和濕度都高於今天，並且擁有羅漢松和南青岡。1.1億年前，南極洲與岡瓦納大陸分離；然後在3000-3500萬年前，南極洲又與南美洲分離。此後，南極繞極流隔離了南極洲與南極洲以外的氣候，使得南極氣溫下降。